# 黑名單
黑名單，是一個名單，列出一些人物、組織、團體、國家或設施的名字，列者規定禁止表列者在指定时间内（或长期）進入指定範圍或從事指定行為。禁止某些人或團體進入受保護範圍，俗稱為「列入黑名單」。
起源於1639年Philip Massinger的戲劇中的台詞。

## 政治
在政治層面上，使用「黑名單」一詞帶有貶義。如某團體因偏見或其他不正當理由，禁止某些人享用一些當地法律准許或賦予的權利，則有關禁制行為可稱為「列入黑名單」。如某甲因威嚇某乙而被判禁制令，不算被列入黑名單；但如某甲因揭發所屬公司的劣跡而被公司開除，且被禁止再從事相關行業，則某甲可說是被列入黑名單。
設立黑名單被認為是迫害的一種，也是對人權的侵犯。政府設立黑名單亦多屬秘密行動，不易被揭發。
近代有關設立黑名單的指控包括：
- 香港泛民主派表示澳門入境部門存有一份黑名單，並以干犯全國人大授權《澳門基本法》第23條發布的《內部保安綱要法》禁止有關人士入境澳門，成為香港人被拒入境澳門事件。[1]
- 美國的麥卡錫主義盛傳以設立黑名單，阻止疑似共產主義信徒進入美國工作。
- 台灣戒嚴時期被認為有黑名單，主要是針對與被懷疑參與台灣獨立運動與部分黨外的人士，即使是中華民國國民亦不許入境；解嚴後他們才獲准回國。許多留學生因此長達二、三十年有家歸不得，連奔父母喪都不行。
- 香港回歸後，入境事務處曾封殺許多台灣朝野黨政人士、六四事件的參與者（如流亡到台灣的王丹、吾爾開希在2011年一月打算參加支聯會主席司徒華的告別式遭港府當局拒絕入境），還有法輪功背景的神韻藝術團的入境申請，其中有「北京當局向港府施壓」的嫌疑。迄今香港部分泛民主派人士（如社會民主連線成員陶君行與梁國雄），雖然同為中華人民共和國公民，仍遭北京當局拒絕進入中國大陸。

### 禁止入境
黑名單的實施有三個層次：
- 運輸媒體對乘客：航空公司都有自己的黑名單，禁止「榜上有名」的人士購買機票或登機。一般来说，如旅客在搭乘航空公司执飞的飞机中存在不文明行为，均会列入黑名单，具体实施细则根据各方面情况自行决定[2]。另外也有一些国家和地区设有交通领域有关的黑名單（如中国大陆，旅客在乘坐火车、飞机的过程中存在不文明行为的，均会列入黑名单，禁止购买机票或车票，且被列入黑名单是设有期限的，到期后自动移除[3]）。
- 國家對運輸媒體：國家或跨國組織對航空公司的制裁手段，詳見被禁止進入歐盟成員國之航空公司列表。
- 國家對入境人士：國家或地區以各种手段阻止黑名單上人士入境，這種黑名單通常不可考，官方也不會承認。

## 電腦應用
在電腦應用中亦常常使用黑名單的策略：
- 黑名單是常用的存取控制方式之一：被列入黑名單的用戶無法進入系統。
- 電郵過濾透過黑名單，阻擋某些電郵地址或伺服器發出的電郵，達到過濾垃圾郵件的目的。
- 黑名單亦被用作防止盜版，例如受保護的光碟可能無法在某些軟件播放。
- 一些手机也可透過黑名單，限制某些来电、短信息（如骚扰电话、诈骗电话或短信）的呼入/接收。

與黑名單相對的是白名單，即「除名列於上者外一律不准進入」的名單。

## 參閱
- 黑名單 (台灣)
- 迫害
- 麥卡錫主義
- 存取控制
- 反垃圾郵件技術